# عين الشمس (مصياف)
عين الشمس بلدية في ناحية عين حلاقيم في منطقة مصياف التابعة لمحافظة حماة.